# (37608) Löns
(37608) Löns – planetoida z pasa głównego asteroid okrążająca Słońce w ciągu 4 lat i 24 dni w średniej odległości 2,55 j.a. Została odkryta 24 września 1992 roku w Obserwatorium Karla Schwarzschilda w Tautenburgu przez Freimuta Börngena i Lutza Schmadela. Nazwa planetoidy pochodzi od Hermana Lönsa (1866–1914), niemieckiego pisarza i poety. Przed jej nadaniem planetoida nosiła oznaczenie tymczasowe (37608) 1992 SY16.